# Ben Mee
Pour les articles homonymes, voir Mee.
Benjamin Thomas Mee, né le 21 septembre 1989 à Sale, en Angleterre, est un footballeur professionnel britannique. Il joue au poste de défenseur.

## Biographie
Ben Mee est formé à Manchester City, mais ne dispute qu'un match avec les Citizens.
Le 1er août 2012, il rejoint Burnley. Le 21 février 2015, il marque contre le leader de Premier League Chelsea permettant à son équipe de ramener le point du match nul (1-1).
Pilier de la défense de Burnley depuis 2011, Ben Mee prolonge son contrat jusqu'en 2021 le 8 août 2018. Le 29 juillet 2020, son club annonce qu'il restera jusqu'en juin 2022 après que le club a déclenché une clause dans le contrat.
Le 22 juillet 2022, il signe en faveur de Brentford FC. Il s'est engagé pour deux saisons. 

## Palmarès
- Champion de Football League Championship (2e division) en 2016 avec Burnley